# Subfactorial
En matemáticas, el subfactorial de un número natural n, a veces escrito como !n, es el número de posibles desarreglos (permutación donde ninguno de sus elementos aparece en la posición original) de un conjunto con n elementos. En términos concretos, el subfactorial cuenta el número de formas diferentes en que n personas podrían cambiar por ejemplo: regalos, donde cada persona da un regalo a otra persona, y cada uno recibe exactamente otro regalo. El subfactorial es una función del conjunto de números naturales que devuelve un valor también natural.
La función subfactorial define la secuencia A000166 en OEIS.
El nombre «subfactorial» viene de la función factorial (usualmente escrita n!), la cual cuenta el número total de permutaciones de un elemento n de un conjunto. El valor del subfactorial es siempre menor o igual que el factorial correspondiente a mismo n:
{\displaystyle !n\,\leq \,n!}

## Computando los valores de la función Subfactorial
| {\displaystyle n} | {\displaystyle !n}            |
| ----------------- | ----------------------------- |
| 0                 | 1                             |
| 1                 | 0                             |
| 2                 | 1                             |
| 3                 | 2                             |
| 4                 | 9                             |
| 5                 | 44                            |
| 6                 | 265                           |
| 7                 | 1854                          |
| 8                 | 14 833                        |
| 9                 | 133 496                       |
| 10                | 1 334 961                     |
| 11                | 14 684 570                    |
| 12                | 176 214 841                   |
| 13                | 2 290 792 932                 |
| 14                | 32 071 101 049                |
| 15                | 481 066 515 734               |
| 16                | 7 697 064 251 745             |
| 17                | 130 850 092 279 664           |
| 18                | 2 355 301 661 033 953         |
| 19                | 44 750 731 559 645 106        |
| 20                | 895 014 631 192 902 121       |
| 21                | 18 795 307 255 050 944 540    |
| 22                | 413 496 759 611 120 779 881   |
| 23                | 9 510 425 471 055 777 937 262 |

Los subfactoriales pueden ser calculados usando el principio de inclusión-exclusión.
{\displaystyle !n=n!\sum _{k=0}^{n}{\frac {(-1)^{k}}{k!}}}
También pueden ser calculados de las siguientes formas:
{\displaystyle !n=\int _{0}^{\infty }(x-1)^{n}e^{-x}dx={\frac {\Gamma (n+1,-1)}{e}}}
donde {\displaystyle \Gamma } denota la función gamma incompleta, y e es la constante de Euler; o
{\displaystyle !n=\left[{\frac {n!}{e}}\right]\qquad {\mbox{ para }}n\geq 1}
donde {\displaystyle x} denota la función parte entera más cercana.
{\displaystyle !n=!(n-1)\;n+(-1)^{n}\qquad {\mbox{ para }}n\geq 1}
{\textstyle !n=(n-1)\;(!(n-1)+!(n-2))\qquad {\mbox{ para }}n\geq 2}
{\displaystyle !n=(n-1)\;a_{n-2}\qquad {\mbox{ para }}n\geq 2,}
donde la secuencia {\displaystyle {\bigl (}a_{n}{\bigr )}_{n}} está dada por {\displaystyle \;a_{0}=a_{1}=1} y {\displaystyle a_{n}=n\;a_{n-1}+(n-1)\;a_{n-2}}; esta es la secuencia OEIS:A000255
Los subfactoriales también pueden ser calculados recursivamente: 
{\displaystyle !n=n!-\sum _{k=1}^{n}{n \choose k}(!(n-k))}
Intuitivamente, la expresión anterior puede deducirse a partir de las siguientes observaciones:
- Para {\displaystyle n} objetos existen un total de {\displaystyle n!} permutaciones (primer término de la derecha).
- De los {\displaystyle n} objetos escogemos un número {\displaystyle k} objetos que mantendremos fijos (sumatorio en {\displaystyle k}).
- Existen un total de {\displaystyle {n \choose k}} formas posibles de fijar {\displaystyle k} objetos de una muestra de {\displaystyle n}.
- Asimismo, los {\displaystyle (n-k)} objetos no fijados pueden permutarse de {\displaystyle !(n-k)} formas diferentes (término dentro del sumatorio).

Recursivamente, el factorial de un número puede calcularse partiendo de que {\displaystyle !1=0} y {\displaystyle !2=1} como {\displaystyle !n=(n-1)(!(n-1)+!(n-2)).\,}

## Miscelánea
La notación !n no es universalmente aceptada. Da ambigüedad a la notación de la función factorial si hay algún valor que precede al subfactorial, lo cual hace que usualmente se necesite un inusual ordenamiento de los factores (véase por ejemplo las fórmulas arriba), o paréntesis rodeando el subfactorial. Sin embargo, existen otras notaciones que carecen de esta ambigüedad, como Dn, dn, o n¡ (que usa el signo de exclamación invertido).
El número 148 349 es el único número que es igual a la suma de los subfactoriales de sus dígitos:
{\displaystyle 148349=!1+!4+!8+!3+!4+!9}
El uso de subfactoriales a veces es permitido en el juego matemático llamado Cuatro cuatros, donde el hecho que !4 sea 9 es útil.